# Maria Schaffenrath
Maria Schaffenrath (* 6. Juni 1951 in Hall in Tirol) ist eine österreichische Lehrerin und ehemalige Politikerin (LIF). Schaffenrath war von 1994 bis 1999 Abgeordnete zum Österreichischen Nationalrat.
Schaffenrath besuchte die Volksschule in Hall in Tirol und wechselte von 1961 bis 1965 an die örtliche Hauptschule. Sie absolvierte im Anschluss bis 1971 die Handelsakademie Innsbruck. Sie hatte in der Folge von 1971 bis 1967 verschiedene kaufmännische Tätigkeiten zum Teil in leitender Stellung inne und war von 1978 bis 1988 Berufsschullehrerin. In den Jahren 1981 und 1982 besuchte sie die Berufspädagogische Akademie und absolvierte eine Lehramtsausbildung für Berufsschulen. Ab 1989 war Schaffenrath Professorin an der Berufspädagogischen Akademie Innsbruck, 1994 wechselte sie in die Politik und wurde außer Dienst gestellt. Danach nahm sie ihre Lehrtätigkeit wieder auf und wurde 2003 zur Abteilungsleiterin an der Berufspädagogischen Akademie in Innsbruck für die Fachrichtung Berufsschulen befördert. Nach einem Rückzug des ursprünglichen Institutsleiters wurde sie 2007 Leiterin des Instituts für Berufspädagogik an der Pädagogischen Hochschule Tirol. Im Jahr 2012 wurde sie durch Regine Mathies in dieser Funktion abgelöst.
Schaffenrath vertrat das Liberale Forum vom 7. November 1994 bis zum 28. Oktober 1999 im Nationalrat. Sie übernahm im Zuge der Nationalratswahl 2008 erneut die Funktion der LIF-Bildungs- und Frauensprecherin und war Tiroler Spitzenkandidatin des Liberalen Forums. Sie scheiterte wie die gesamte Partei am Einzug in den Nationalrat.
Seit 19. Juni 2021 ist Schaffenrath Mitglied des erweiterten Bundesvorstandes von NEOS – Das Neue Österreich und Liberales Forum.